# Ancien cimetière de Potsdam

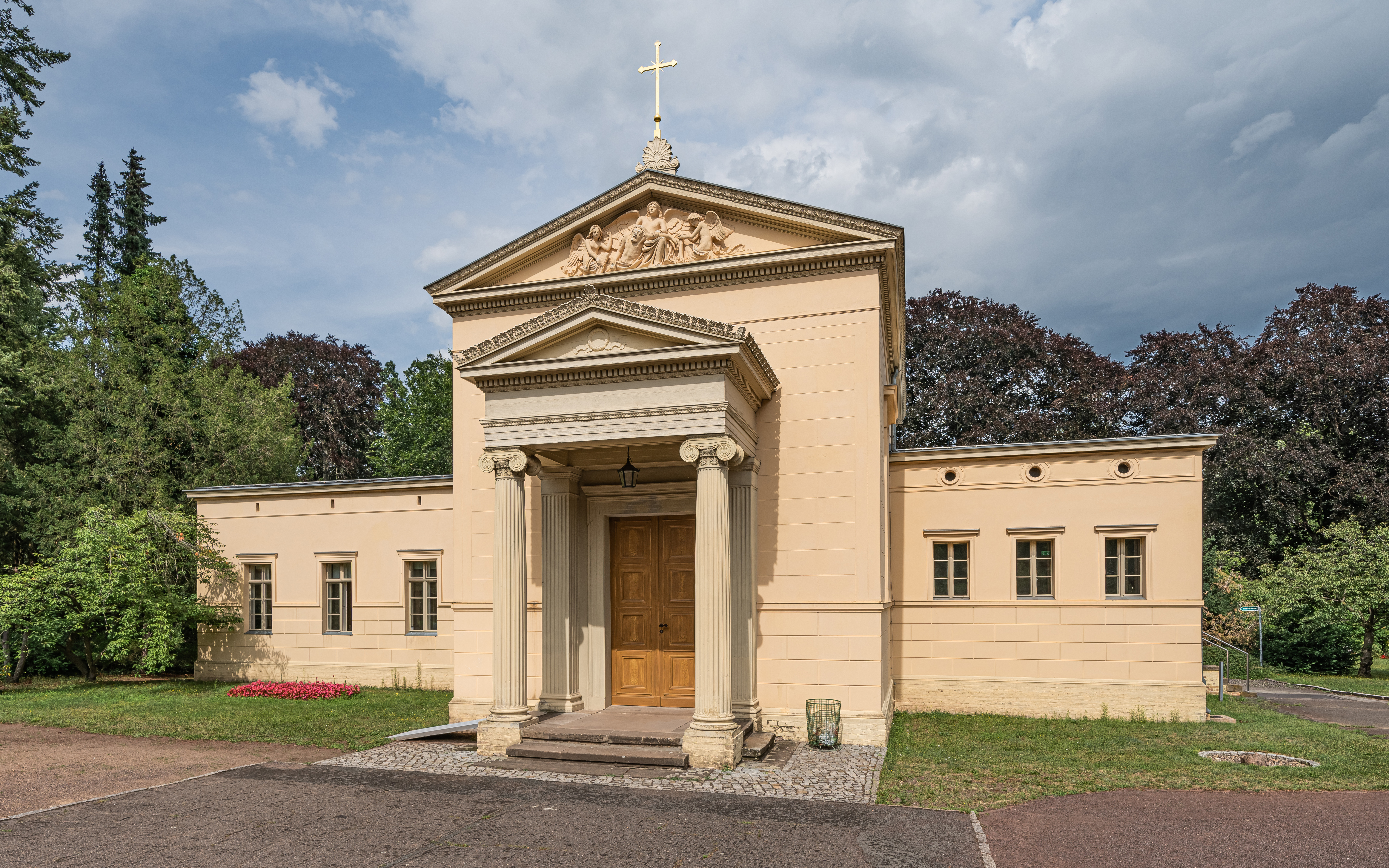
Chapelle du cimetière dans l'ancien cimetière de Potsdam

L'ancien cimetière municipal de Potsdam est créé en 1796. Il n'est pas loin du centre-ville au 106 Heinrich-Mann-Allee (entrée principale), au sud-est de la gare principale. Après le nouveau cimetière de l'autre côté de la rue sur Heinrich-Mann-Allee, c'est le deuxième plus grand cimetière de la capitale de l'État en termes de superficie. L'administration de tous les cimetières municipaux de Potsdam est également située dans l'ancien cimetière. Depuis sa construction, l'ancien cimetière est resté inchangé sur une superficie de 10 hectares.

## Histoire
Au début du XIXe siècle, le cimetière devant la porte de Nauen, créé seulement quarante ans plus tôt au nord de la vieille ville de Potsdam, près du Nouveau Jardin, s'est avéré insuffisant pour la ville. Avec une superficie de seulement 3 hectares, il ne peut pas accueillir les enterrements qui s'y déroulent. De plus, le niveau élevé de la nappe phréatique n'a pas été pris en compte lors de l'aménagement. La profondeur d'inhumation est donc trop faible, ce qui entraîne de fortes nuisances dues aux odeurs de décomposition, surtout en été . En 1796, le roi Frédéric-Guillaume II décrète donc la fermeture de ce cimetière et l'aménagement d'un nouveau cimetière de l'autre côté de la Havel à peu près à la même distance de l'Ancien Marché (de), mais au sud-est de celui-ci et à une altitude plus élevée.
Le cimetière est mis en service le 26 avril 1796 avec l'inhumation du fils d'un savonnier (de) de Potsdam. L'administration du cimetière, communal dès le début, incombe à la direction municipale des pauvres. Cependant, au début, l'occupation des tombes ne se fait pas selon un plan défini. Les inhumations sont confiées à plusieurs fossoyeurs concurrents et seules les tombes héréditaires sont directement louées par la direction des pauvres. Les surfaces inoccupées sont utilisées pour la culture de pommes de terre pour la maison des pauvres de Potsdam, les chemins sont en outre bordés d'arbres fruitiers et des mûriers sont plantés pour l'élevage de vers à soie. Cette utilisation conduit à une situation très confuse, qui n'est régularisée que par la nomination d'un inspecteur du cimetière.
À partir de 1846, un réseau d'allées et une subdivision en carrés funéraires sont créés dans l'ancien cimetière, ainsi que la fixation de profondeurs d'inhumation et de durées de repos. L'utilisation agricole cède définitivement la place à l'aménagement horticole avec des allées de tilleuls et l'aménagement des champs de tombes par des bosquets. En 1851, la chapelle du cimetière est inaugurée. Le commerçant de Potsdam August Friedrich Eisenhart, décédé en 1846, a laissé en héritage 8 000 thalers, avec lesquels la chapelle classique peut être construite selon les plans de l'architecte Ferdinand von Arnim, qui est dotée d'un sol en mosaïque élaboré et d'un relief de fronton du sculpteur de Potsdam Wilhelm Koch.
Au XIXe siècle, l'augmentation de la population de la ville rendu nécessaire la construction d'un autre cimetière de l'autre côté de la Saarmunder Chaussee, l'actuelle Heinrich-Mann-Allee. Il est inauguré en 1866 et agrandi plusieurs fois par la suite. Un an auparavant, les derniers monuments funéraires du cimetière définitivement dissous et parcellisé devant la porte de Nauen ont été transférés sur le lieu d'inhumation désormais appelé Ancien cimetière. Parmi ces pierres tombales transférées, on trouve celle, de style baroque tardif, du chapelain catholique Andreas Kelner et celle du musicien et compositeur Johann Joachim Quantz, qui est considéré comme le professeur de flûte de Frédéric II de Prusse.

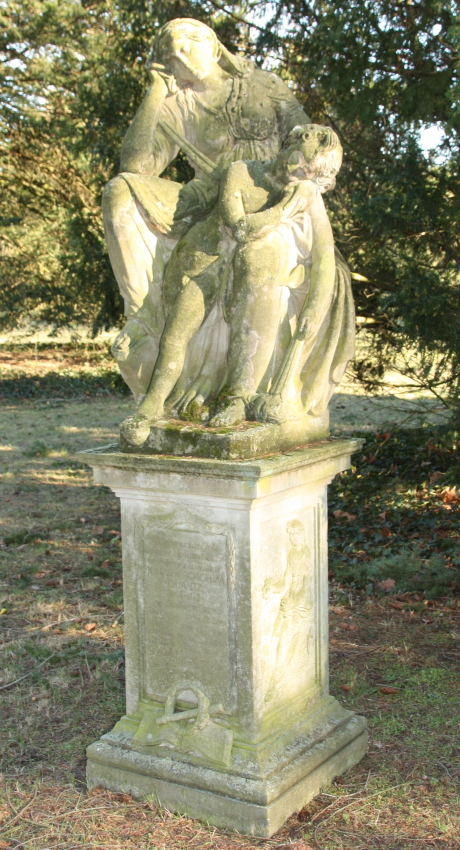
Pierre tombale de Johann Joachim Quantz
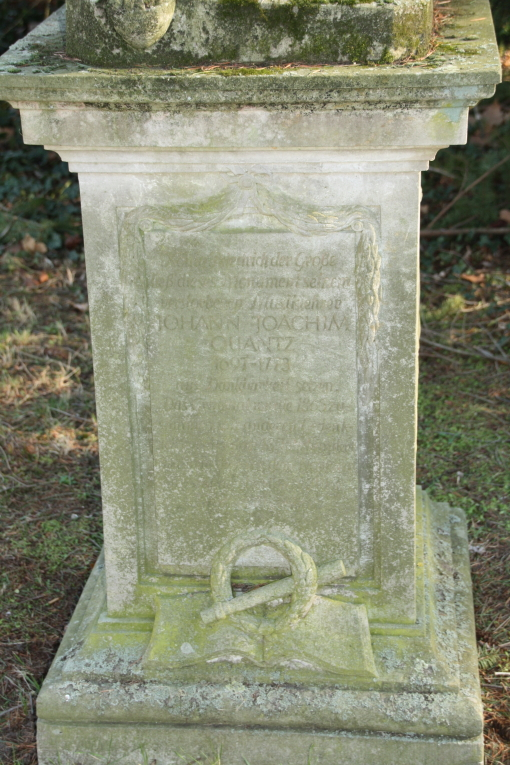
Inscription pour Johann Joachim Quantz
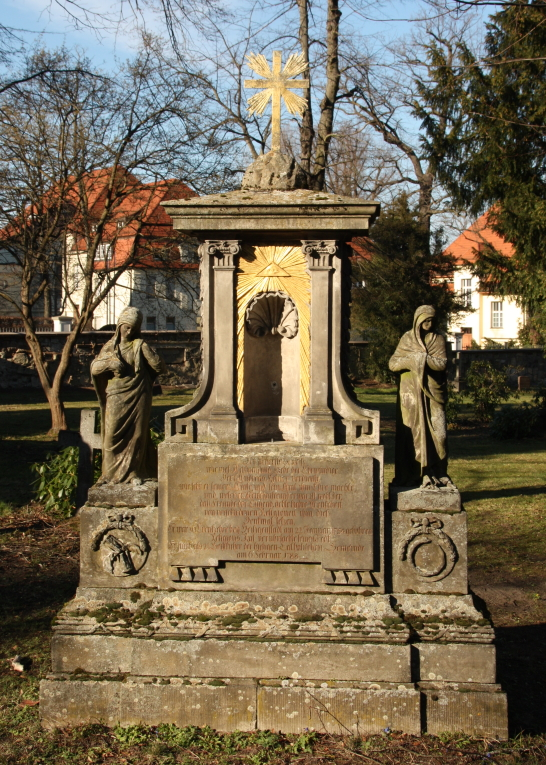
Pierre tombale de l'aumônier Kelner

Après avoir rendu hommage aux guerres napoléoniennes dès 1815 avec un monument aux guerriers de 1813, qui commémore les quelque 2 000 soldats de Potsdam qui sont morts des suites de blessures subies lors des batailles de Lützen, Dennewitz et Leipzig, les citoyens de Potsdam font don d'une autre pierre commémorative des décennies plus tard. Pour le 75e anniversaire de la mort de la "vierge héroïque" Éléonore Prochaska, décédée en tant que chasseuse de Lützow, ils font ériger une colonne couronnée d'un aigle, au pied de laquelle elle est commémorée.
Pendant la Seconde Guerre mondiale, l'ancien cimetière est gravement endommagé, notamment par le raid aérien sur Potsdam en avril 1945. De nombreuses tombes sont détruites et les arbres sont décimés. De plus, la chapelle du cimetière est gravement endommagée. Le cimetière est fermé pour les enterrements dans la période d'après-guerre, la chapelle est réparée de manière improvisée et transformée en immeuble de bureaux pour l'administration du cimetière. Dans les années 1960, des bureaux supplémentaires sont créés dans le cimetière pour l'opération des espaces verts de la ville. Dans les années 1980, le cimetière est réaménagé en parc et les champs funéraires sont en grande partie dégagés. À partir de 1987, l'ancien cimetière est réutilisé pour les enterrements d'urnes.
La chapelle du cimetière est restaurée en profondeur conformément à la réglementation des monuments en 2017 et est depuis à nouveau accessible pour les services funéraires après que la salle de célébration du nouveau cimetière doit être utilisée pendant une longue période.

## Chapelle d'Arnim

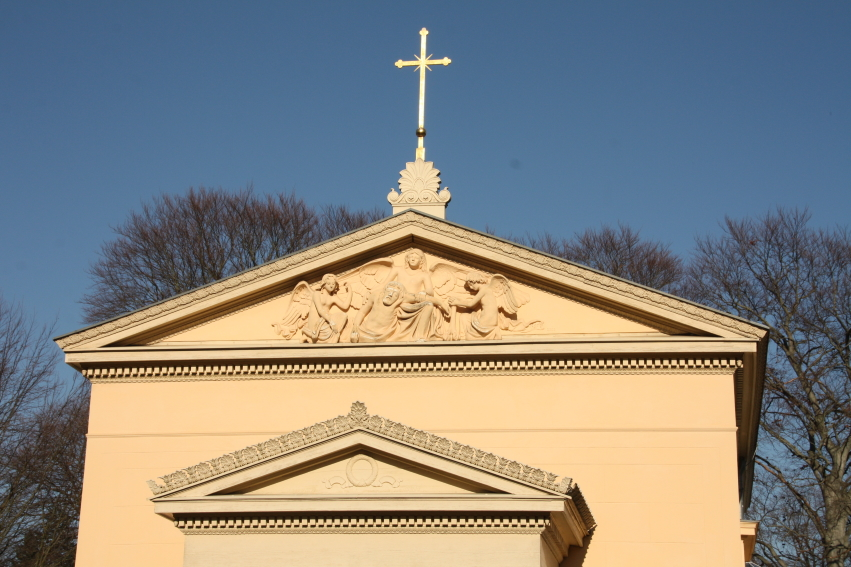
Pignon de la chapelle

La petite chapelle et salle de deuil de l'ancien cimetière de Potsdam, du nom de son architecte, Ferdinand von Arnim, élève de Schinkel, est l'un des plus importants édifices funéraires néoclassiques qui subsistent. Construite dans le style d'une villa à un étage, la façade présente un tympan encadré de personnages et encadré de frises au-dessus d'un portique à deux colonnes ioniques. Dans l'œuvre du sculpteur de Potsdam Wilhelm Koch, trois anges sont représentés soulevant un défunt. Le fronton triangulaire du portique ainsi que la base de la croix couronnant le fronton principal sont ornés de palmettes.
L'intérieur de la chapelle de 54 places est en grande partie dans son état d'origine après d'importants travaux de restauration depuis 2017. La conception du mur bouclier et de l'abside, qui est complètement détruite dans les années 1960, est reconstruite selon les plans originaux. L'impression spatiale de la chapelle est principalement déterminée par la construction en treillis et les chevrons décoratifs, ainsi que par des panneaux de toile qui imitent un plafond à caissons. Des panneaux conservés peuvent être utilisés pour leur reconstruction. La technique rare du plafond n'est par ailleurs conservée que dans l'église de la Paix de Potsdam. Une autre particularité est le sol en mosaïque de carreaux de céramique colorés, dont une grande partie est conservée malgré les dommages causés par les supports apportés et le remplissage du niveau du sol.

## Monuments commémoratifs au cimetière

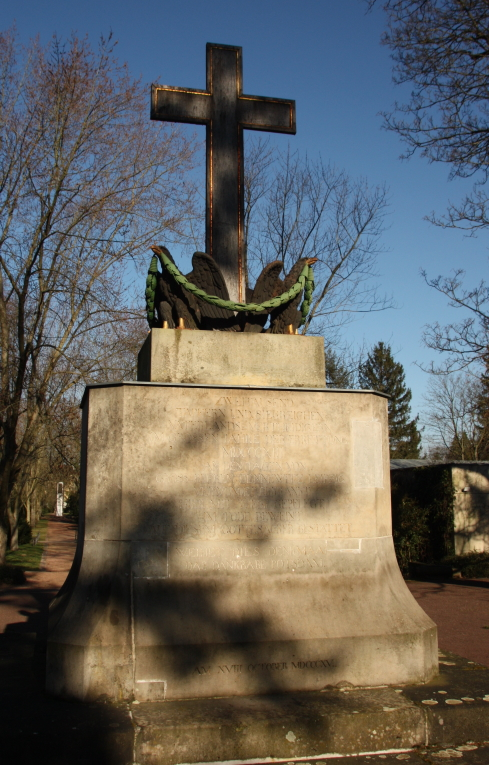
Monument aux guerriers de 1813
- Mémorial aux morts pendant la Première et la Seconde Guerre mondiale
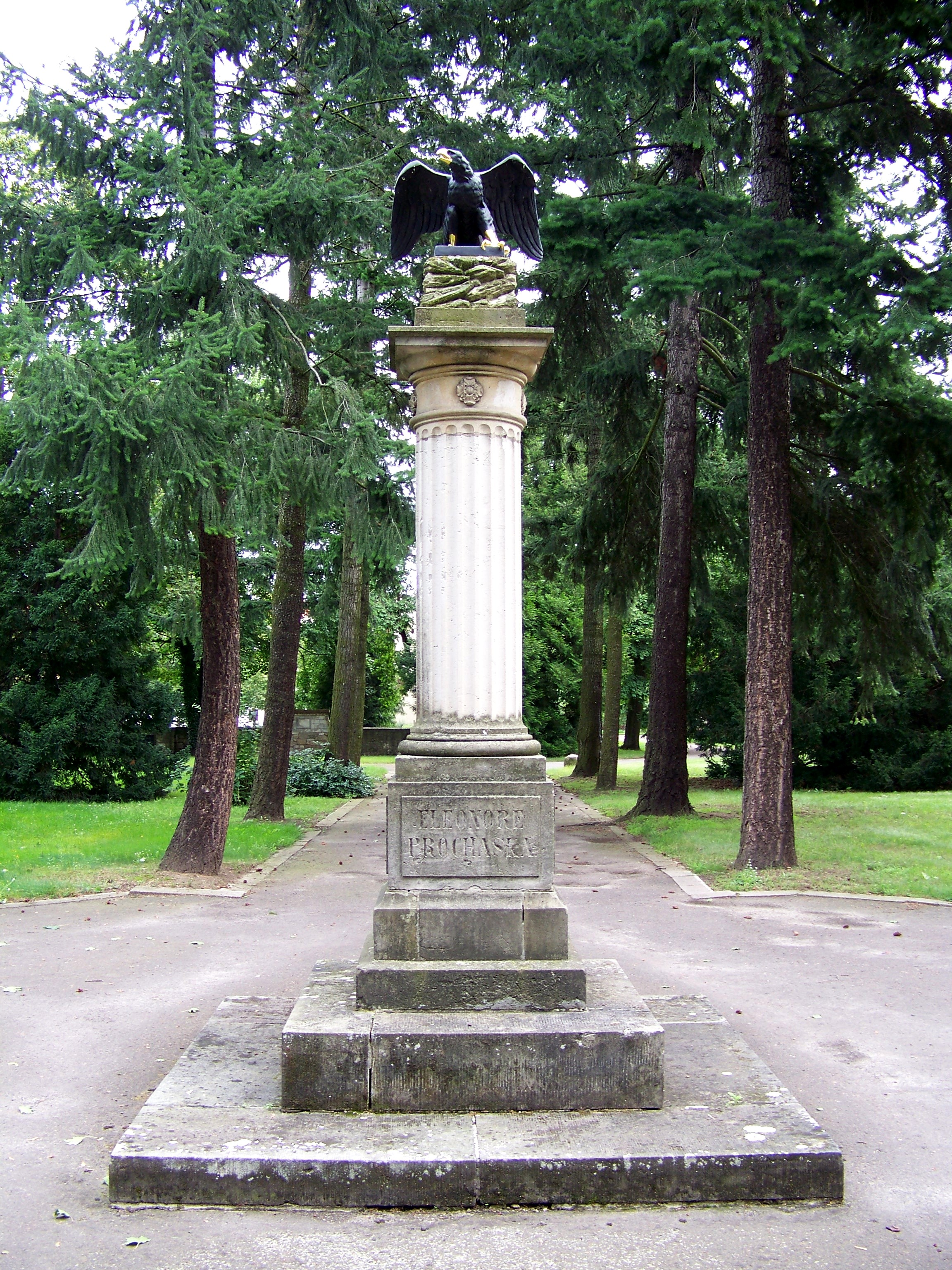
Monument à Éléonore Prochaska
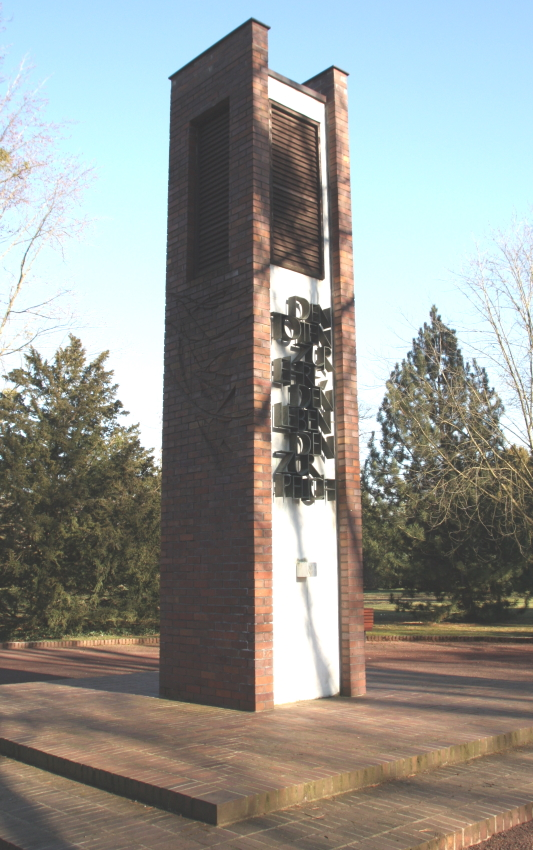
Clocher

- Monument aux guerriers de 1813
- Monument à Eleanor Prochaska
- clocher

## Tombes de personnalités connues (sélection)

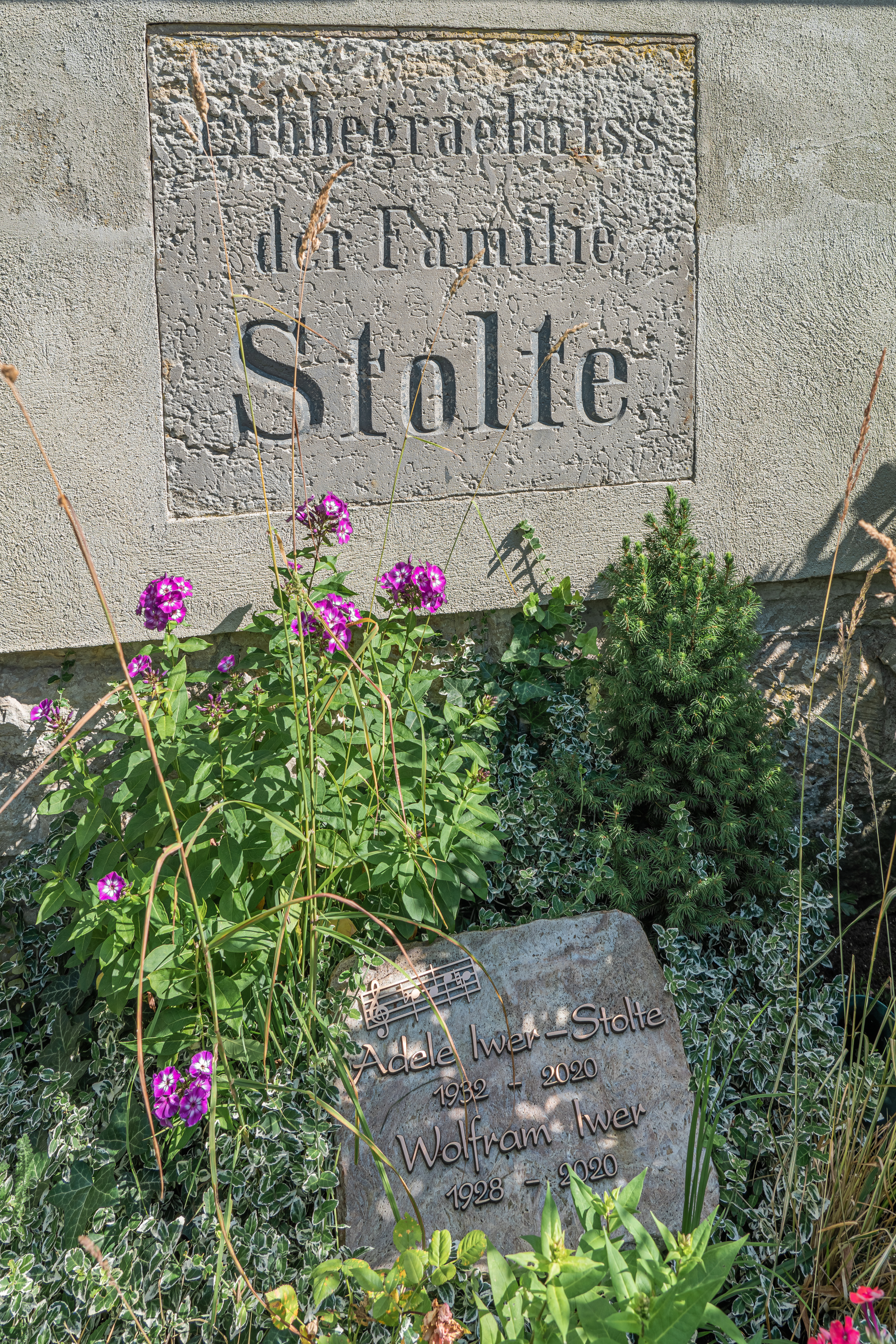
Tombe de Wolfram Iwer et Adele Stolte

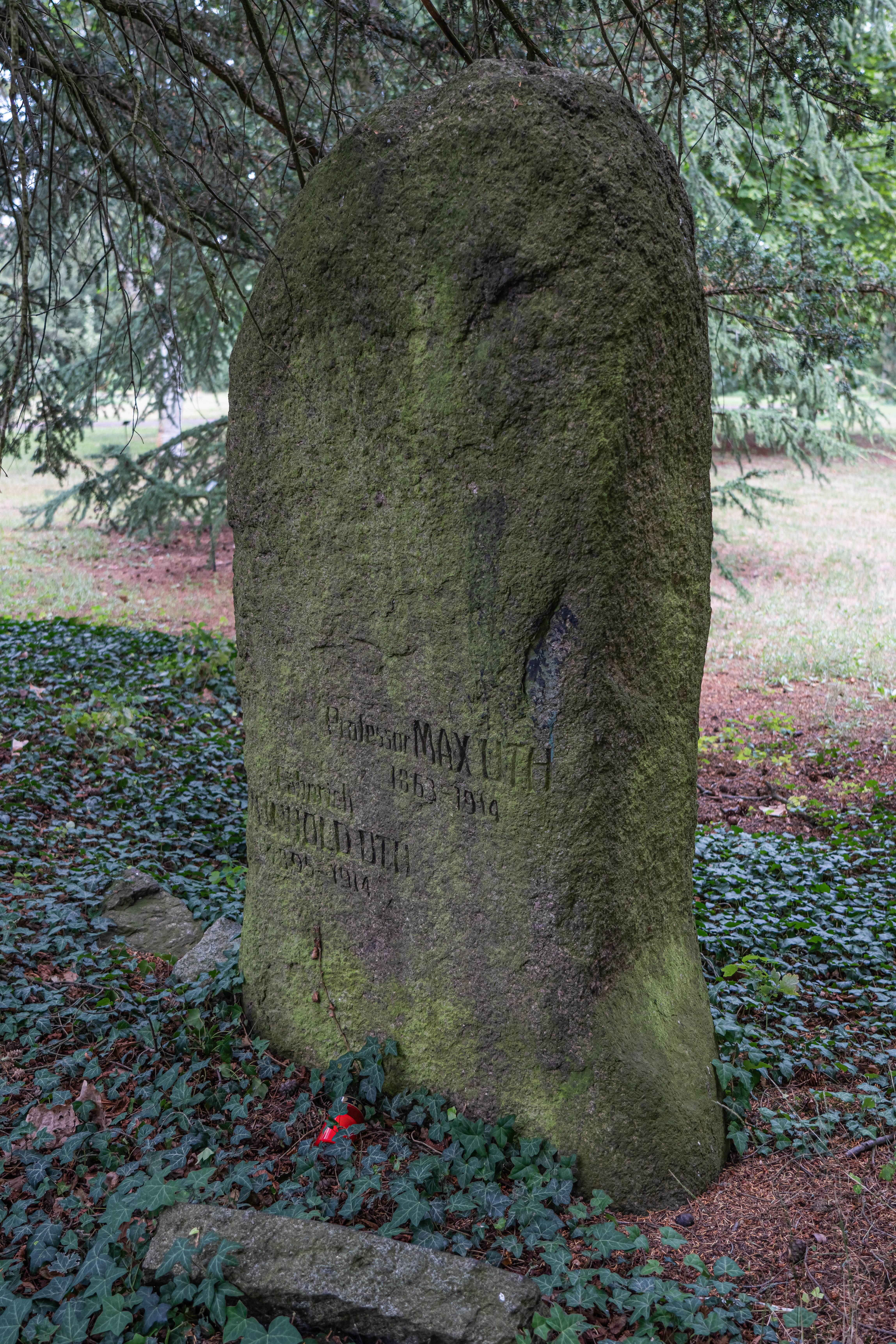
Tombe du peintre Max Uth

- Ernst von Bergmann (1836-1907), médecin, cofondateur de la chirurgie cérébrale
- Alexander Beyer (de) (1813–1878), homme politique local, maire de Potsdam
- Moritz von Egidy (1847–1898), publiciste pacifiste
- Hans von Gronau (1850-1940), général d'artillerie
- Friedrich Robert Helmert (1843-1917), géodésiste et mathématicien
- Wolfram Iwer (de) (1928–2020), musicien d'église
- Jakob Scheiner (de) (1820-1911), peintre
- Julius Scheiner (1858-1913), astrophysicien
- Alexander Schuke (de) (1870-1933), facteur d'orgues
- Hermann Schulze-Delitzsch (1808–1883), réformateur social
- Adele Stolte (1932–2020), oratorio et chanteuse de concert
- Max Uth (de) (1863-1914), peintre
- Friedrich von Waldersee (1795–1864), lieutenant général prussien et ministre de la guerre